# Tiazol
Tiazol (grč. ϑεῖον: sumpor + fra. azote: dušik) je heterociklički organski spoj s peteročlanim prstenom u kojem se nalaze po jedan atom dušika i sumpora, razdvojeni ugljikovim atomom (C3H3NS). Tiazolni prsten pojavljuje se u mnogim važnim organskim spojevima, na primjer u vitaminu B1 i penicilinu. Tiazol je izomeran s izotiazolom, koji se od tiazola razlikuje po položaju heteroatoma u prstenu (atomi dušika i sumpora nalaze se jedan do drugoga). Tiazol je bezbojna neutralna tekućina, gustoće 1,2 g/cm³ i vrelišta 116,8 °C; služi kao polazni kemijski spoj za sintezu lijekova, bojila i fungicida te kao ubrzivač vulkanizacije.

## Tiazolska bojila
Tiazolska bojila sadrže kao kromofor tiazolski prsten koji je u položaju 2 vezan na aromatski prsten, a u položaju 4,5 kondenziran s aromatskim prstenom. Auksokrom im je aminogrupa. Osnovni proizvod za ova bojila, dehidrotio-p-toluidin, dobiva se grijanjem p-toluidina sa sumporom. Dehidrotio-p-toluidin se može upotrijebiti kao diazotacijska komponenta, no tako dobivena bojila svrstavaju se u azo-bojila. Daljim djelovanjem sumpora na višim temperaturama nastaju kondenzacijski produkti koji sadrže više tiazolskih prstena, takozvane primulinske baze. Djelovanjem sredstva za sulfoniranje na te baze nastaju direktna bojila za pamuk, koja se mogu na vlaknu diazotirati i kopulirati s aminima i fenolima u azo-bojila. Postignuta obojenja su žuta, narančasta, crvena ili smeđa. Takva se bojila mogu pripremiti i u supstanciji, i onda se ubrajaju u azo-bojila. Prisutnost tiazolskog prstena povećava supstantivnost, pa se on ugrađuje u molekule azo-bojila, metinskih, antrakinonskih, cijaninskih i sumpornih bojila. Tiazolska su bojila otporna prema blagim reduktivnim sredstvima i upotrebljavaju se zbog toga u obojenom tiskanju za bojanje jetkanih mjesta. Najvažniji je proizvod ove malobrojne grupe bojila primulin, C.I. 49000.

## Vanjske poveznice
|  | Zajednički poslužitelj ima još gradiva o temi Tiazol |